# Мориц Бенционов
Мориц Бенционов (Мордохай Бенцион Харавон) е български художник от еврейски произход.

## Биография
Роден е през 1898 г. в Кюстендил. Завършва Художествената академия в София през 1927 г., специалност „Живопис“, при проф. Цено Тодоров.
Рисува натюрморти и портрети, но се изявява предимно в пейзажната живопис. През 1936 г. урежда самостоятелна изложба в град София. Негови творби се съхраняват в Националната художествена галерия в София и в Художествената галерия „Владимир Димитров – Майстора“ в Кюстендил.